# Vaux-sur-Blaise
Vaux-sur-Blaise és un municipi francès situat al departament de l'Alt Marne i a la regió del Gran Est. L'any 2007 tenia 402 habitants.

## Demografia

### Població
El 2007 la població de fet de Vaux-sur-Blaise era de 402 persones. Hi havia 160 famílies de les quals 36 eren unipersonals (16 homes vivint sols i 20 dones vivint soles), 64 parelles sense fills, 44 parelles amb fills i 16 famílies monoparentals amb fills.
La població ha evolucionat segons el següent gràfic:
Habitants censats

### Habitatges
El 2007 hi havia 179 habitatges, 164 eren l'habitatge principal de la família, 4 eren segones residències i 11 estaven desocupats. 167 eren cases i 12 eren apartaments. Dels 164 habitatges principals, 134 estaven ocupats pels seus propietaris, 29 estaven llogats i ocupats pels llogaters i 1 estava cedit a títol gratuït; 2 tenien una cambra, 5 en tenien dues, 10 en tenien tres, 45 en tenien quatre i 102 en tenien cinc o més. 116 habitatges disposaven pel capbaix d'una plaça de pàrquing. A 65 habitatges hi havia un automòbil i a 81 n'hi havia dos o més.

### Piràmide de població
La piràmide de població per edats i sexe el 2009 era:
| Homes | Edats   | Dones |
| ----- | ------- | ----- |
| 0     | 95 o +  | 0     |
| 8     | 90 a 94 | 4     |
| 0     | 85 a 89 | 4     |
| 0     | 80 a 84 | 4     |
| 8     | 75 a 79 | 12    |
| 0     | 70 a 74 | 8     |
| 16    | 65 a 69 | 16    |
| 20    | 60 a 64 | 12    |
| 8     | 55 a 59 | 12    |
| 8     | 50 a 54 | 12    |
| 24    | 45 a 49 | 4     |
| 24    | 40 a 44 | 32    |
| 28    | 35 a 39 | 8     |
| 12    | 30 a 34 | 12    |
| 8     | 25 a 29 | 8     |
| 12    | 20 a 24 | 8     |
| 24    | 15 a 19 | 36    |
| 16    | 10 a 14 | 12    |
| 12    | 5 a 9   | 8     |
| 8     | 0 a 4   | 16    |

## Economia
El 2007 la població en edat de treballar era de 260 persones, 180 eren actives i 80 eren inactives. De les 180 persones actives 165 estaven ocupades (97 homes i 68 dones) i 15 estaven aturades (4 homes i 11 dones). De les 80 persones inactives 23 estaven jubilades, 23 estaven estudiant i 34 estaven classificades com a «altres inactius».

### Ingressos
El 2009 a Vaux-sur-Blaise hi havia 170 unitats fiscals que integraven 418,5 persones, la mediana anual d'ingressos fiscals per persona era de 17.149 €.

### Activitats econòmiques
Dels 9 establiments que hi havia el 2007, 1 era d'una empresa alimentària, 3 d'empreses de fabricació d'altres productes industrials, 1 d'una empresa de construcció, 2 d'empreses de comerç i reparació d'automòbils, 1 d'una empresa financera i 1 d'una empresa de serveis.
Dels 2 establiments de servei als particulars que hi havia el 2009, 1 era un taller de reparació d'automòbils i de material agrícola i 1 paleta.
L'any 2000 a Vaux-sur-Blaise hi havia 7 explotacions agrícoles que ocupaven un total de 735 hectàrees.

## Equipaments sanitaris i escolars
El 2009 hi havia una escola elemental.

## Poblacions més properes
El següent diagrama mostra les poblacions més properes.